# Thysanoteuthis
Thysanoteuthis är ett släkte av bläckfiskar. Thysanoteuthis ingår i familjen Thysanoteuthidae.
Thysanoteuthis är enda släktet i familjen Thysanoteuthidae.
Kladogram enligt Catalogue of Life:
| Thysanoteuthis | \| \| Thysanoteuthis danae \| \| \| \| \| \| Thysanoteuthis nuchalis \| \| \| \| \| \| Thysanoteuthis rhombus \| \| \| \| |
|                | \| \| Thysanoteuthis danae \| \| \| \| \| \| Thysanoteuthis nuchalis \| \| \| \| \| \| Thysanoteuthis rhombus \| \| \| \| |
|                | Thysanoteuthis danae |
|                | |
|                | Thysanoteuthis nuchalis                                                                                                   |
|                | |
|                | Thysanoteuthis rhombus |
|                | |